# Fårevejle (Skrøbelev Sogn)
 For alternative betydninger, se Fårevejle. (Se også artikler, som begynder med Fårevejle)
Fårevejle  er en gammel sædegård, den nævnes første gang ca. 1326. Fårevejle ligger i Skrøbelev Sogn, Langelands Nørre Herred, Langeland Kommune. Hovedbygningen er opført i 1868 ved August Klein, men er genopført efter en brand i 1870. 
Fårevejle Gods er på 678 hektar med Bomgård.

## Ejere af Fårevejle
- (1326-1342) Niels Brock
- (1342-1372) Eske Nielsen Brock
- (1372) Johanne Nielsdatter Brock gift Jensen
- (1372-1408) Jens Andersen Jensen
- (1408-1441) Eske Jensen Brock
- (1441-1494) Corfitz Tønnesen Rønnow
- (1494-1500) Erik Hardenberg
- (1500-1502) Anne Corfitzdatter Rønnow gift Hardenberg
- (1502-1506) Markvard Rønnow
- (1506-1526) Mette Hardenberg gift Rønnow
- (1526-1536) Joachim Markvardsen Rønnow / Eiler Markvardsen Rønnow
- (1536-1565) Eiler Markvardsen Rønnow
- (1565) Anne Eilersdatter Rønnow gift Hardenberg
- (1565-1604) Erik Hardenberg
- (1604-1608) Anne Eilersdatter Rønnow gift Hardenberg
- (1608) Mette Brahe gift Marsvin
- (1608-1622) Peder Marsvin
- (1622-1648) Jørgen Pedersen Marsvin
- (1648) Hannibal Sehested
- (1648-1652) Christoffer Urne
- (1652) Lisbet Christoffersdatter Urne gift (1) Friis (2) Urne
- (1652-1654) Gergers Friis
- (1654-1693) Lisbet Christoffersdatter Urne gift (1) Friis (2) Urne
- (1693-1705) Knud Urne
- (1705-1707) Anna Beate Volkendorf gift (1) Urne (2) Skeel
- (1707-1729) Erik Skeel
- (1729-1764) Holger Andersen Skeel
- (1764-1767) Regitze Sophie Gyldencrone gift Skeel
- (1767) Jørgen Erik Holgersen Skeel / Vilhelm Mathias Holgersen Skeel
- (1767-1774) Jørgen Hansen
- (1774-1806) Niels Jørgensen Hansen
- (1806-1810) Enke Fru Hansen
- (1810-1820) Johan Otto Nielsen Hansen
- (1820-1826) Den Danske Stat
- (1826-1842) Ludvig von Cossel
- (1842-1872) Peter Johansen de Neergaard
- (1872-1878) Peter Poul Ferdinand de Neergaard
- (1878-1892) Enke Fru de Neergaard
- (1892-1918) Wenzel Flach de Neergaard
- (1918-1924) Jacob de Neergaard
- (1924-1940) Jørgen L. Hansen
- (1940-1946) Enke Fru Hansen
- (1946-1970) Ove Nielsen
- (1970-1990) Mie Ovesdatter Nielsen gift Andersen / Inge Merete Ovesdatter Nielsen gift Rasmussen / Bente Ovesdatter Nielsen
- (1990-) Niels Rasmussen / Inge Merete Ovesdatter Nielsen gift Rasmussen